# Neurophyseta irrectalis
Neurophyseta irrectalis là một loài bướm đêm trong họ Crambidae.